# 伊川谷惣社
伊川谷惣社（いかわだにそうしゃ）は兵庫県神戸市西区伊川谷町上脇にある神社。延喜式神名帳の物部神社に比定される神社のひとつ。旧社格は郷社。惣社神社とも呼ばれる。

## 由緒
社伝によれば、神功皇后が三韓征伐からの帰途、当地に立ち寄り大己貴尊を祀ったのが当社の始まりという。『日本書紀』の廣田神社・生田神社・長田神社・住吉大社創建の記述と似ているが、日本書紀に当社に関する記述はない。
その後、衰微していたが延久3年（1071年）に再建されたと伝えられている。
地元での崇敬が篤かったためか、鎮座地一帯は「鬼神山」という地名となっている。

## 例祭

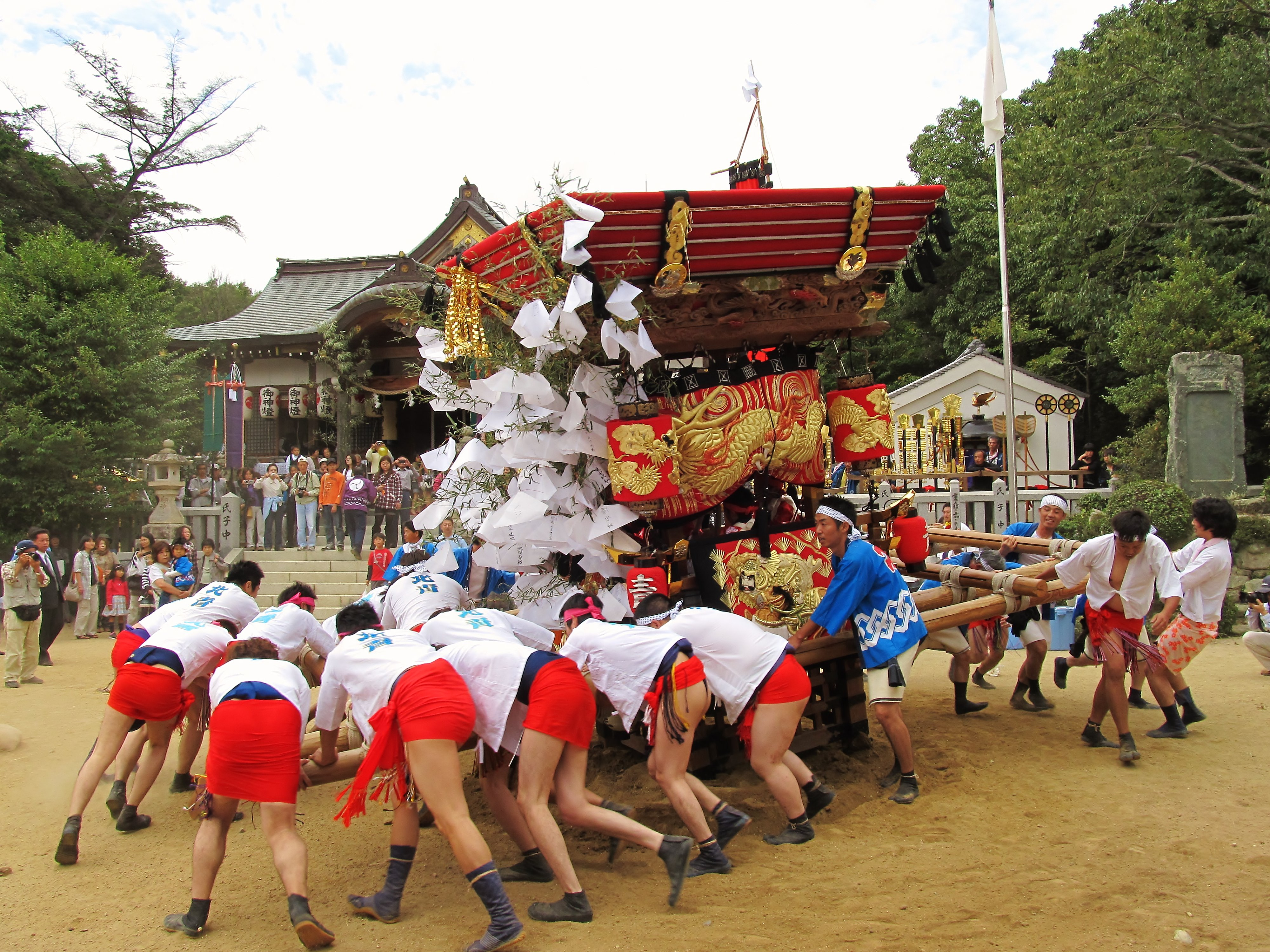
秋祭りの布団太鼓

毎年10月第1土曜日、日曜日に秋祭りが行われる。
秋祭りでは、ふとん太鼓、獅子舞が奉納される。